# 庙尔沟乡
庙尔沟乡，是中华人民共和国新疆维吾尔自治区昌吉回族自治州昌吉市下辖的一个乡镇级行政单位。

## 行政区划
庙尔沟乡下辖以下地区：
庙尔沟村、金涝坝村、板房沟村、红沟村和阿克旗村。